# Benigno Vachet
Benigno Vachet (en francés: Bénigne Vachet) fue un misionero nacido en Dijon, Francia en 1641 y fallecido en 19 de enero de 1720. 
Admis le lendemain dans le cabinet de travail de Louis XIV, Vachet répéta au roi les memes explications et exposa les raisons qui portaient Phra-narai a recherche l'alliance de la France ( Siam et les missionnarires français, Tours, A.Mame et fils, 1846.)

## Biografía
Benigno abrazó el estado eclesiástico y dedicó gran parte de su vida a la función apostólica y se consagró a las misiones extranjeras,  y después de haber predicado en muchos países de Asia y África, regresó a su patria y murió en París dejando manuscrita la relación de sus viajes.
Se conoce también de Vachet una descripción de la isla Borbón en la relación de las misiones de los obispos franceses a los reinos de Siam y de Cochinchina, París, 1674 en 12º, y al morir fue enterrado en la iglesia del seminario de París.

## Embajada
Vachet entró en el Seminario de Misiones Extranjeras y posteriormente partió hacia Siam el 13 de abril de 1669 y más tarde a la Cochinchina .
Vuelve a Siam en enero y fue elegido como jefe de embajada por el rey de Siam que lo envió a Francia en difícil misión y retornó a Siam en 1685 con Chaumont embajador de Luis XIV de Francia.
En 1689 hizo un viaje a la Persia y escribió unas memorias para servir a la historia de las misiones.

## Obras
- Journal d'un voyage en Perse
- Mémoires de Benigne Vachet, París: V. Goupy, 1865.
- Otras

## Otro Vachet
Otro religioso Pietro Giuseppe Vachet nació en Beaune, entró en la Congregación del Oratorio donde hizo retórica y filosofía y fue enviado a Aix a estudiar teología con el P. Thomas Beteau, y fue párroco de San Martín de Sablon, Bordelais.
Pietro sintió inclinación por los clásicos y dejó escrita una colección de poesía latina, publicada después de su muerte en 1664, en 8º: Petri-Josephi du Vachet, Bellenesis Congregationis Oratorii D. Jesu Sacerdotis Poëmata, Saumir